# Assurdã I
Assurdã I (Ashur-dan I; do acádio:m Aš-šur-dān (cal) an  ) foi o 83º rei do Médio Império Assírio, reinando por 46 (variante: 36 ) anos,  1 179 a.C. até 1 133 a.C. (variante: 1 169 a.C. a 1 134 a.C.), e também foi filho de Ninurtapalecur, onde uma das três cópias variantes da Lista dos Reis Assírios mostra uma diferença.  

## História
Durante os anos de crepúsculo da dinastia cassita, a História Sincronizada registra que ele agarrou as cidades de Zabã, Irria, Ugarsalu e um quarto nome da cidade não preservado, saqueando-los e “tomar o seu vasto espólio para a Assíria.” Uma tábua de barro fragmentada geralmente atribuída a esse rei lista suas conquistas militares sobre: 

"[…] Ias, e a terra de Irria, a terra de Surrum, os reis da terra Sadani, […] Iaeni, rei da a terra Selini."
Recentes da conquista dos babilônios, parece que as hordas elamitas dominaram a cidade assíria de Arrape, que não foi recuperada até o final do reinado de Assurdã I. 
Poucas inscrições foram recuperadas para esse rei, embora ele seja mencionado em duas das de seu descendente Tuculti-Ninurta II. Uma dessas inscrições menciona a demolição do templo em ruínas de Am e Adade, originalmente construído por Ismedagã II há 641 anos antes. Não deveria ser reconstruído até 60 anos depois por Tuculti-Ninurta II, que também o nomeia em sua genealogia. Uma dedicação ao rei aparece em uma oferenda votiva em estátua de bronze  ao Egasancalama, templo de Istar em Arbail, oferecido por Samsibel, um escriba. 
Uma reconstrução parcial da sequência do limus, o sistema de datação por epônimo da Assíria, foi proposta influenciada por uma carta que fornece a sequência inicial de Pisquía, o oficial durante cujo reinado seu antecessor morreu, Assurdã I, Atamardenassur, Assurubalite I e Adademusabisi. Um decreto do harém ou decreto do palácio foi emitido, dando as penalidades por delitos de empregadas domésticas, onde a primeira ofensa é punível com uma surra de trinta vezes com varas por sua amante. Dois filhos de Assurdã, Ninurta-Tuculti-Assur e Mutaquilnuscu, disputariam o trono. Após sua morte, Ninurta-Tuculti-Assur governando por menos de um ano antes de ser derrubado e forçado a fugir por seu irmão Mutaquilnuscu.

## Inscrições
1. ↑  Khorsabad King List e SDAS King List lêem, iii 19, 46 MU.MEŠ KI.MIN.
2. ↑  Nassouhi King List lê, 26 + x MU. [MEŠ LUGAL-ta DU.uš.]
3. ↑  Brick Ass. 4777 inscrição palaciana confirmando a filiação da King List.
4. ↑  Synchronistic History, ii 9–12.
5. ↑  Tablet K. 2667.